# Rajská zahrada (Pražský hrad)
Rajská zahrada na Pražském hradě je spolu se zahradou Na Valech a Hartigovskou zahradou součástí hradních jižních zahrad. Ze severu je ohraničena hradními paláci, ze západu Hradčanským náměstím, z jihu Zámeckými schody a na východní straně plynule přechází do zahrady Na Valech. V rámci areálu Pražského hradu je od roku 1964 chráněna jako národní kulturní památka České republiky.

## Historie a popis
Zahradu nechal v polovině 16. století upravit arcivévoda Ferdinand Tyrolský a později také císař Rudolf II. a posléze i jeho bratr Matyáš; z té doby pochází válcový pavilonek, který stojí na hranici mezi Rajskou zahradou a zahradou Na Valech; bývá označován i jako Matyášův pavilon a je pozoruhodný zejména dřevěným stropem s třiceti devíti znaky zemí, jímž císař Matyáš vládl. Stěny pavilonu jsou vyzdobeny malbami Josefa Navrátila z roku 1848. Z barokní doby kolem roku 1730 je i kašna ve tvaru čtyřlístku, vytvořená z žehrovického pískovce (původně stávala v zahradě kláštera u sv. Jiří). Z roku 1849 je jižní obranná zeď.
Ve dvacátých letech 20. století prošla zahrada opětovnou rekonstrukcí, jíž vedl Josip Plečnik. Během ní vznikl zdvojený portál se schodištěm, kterým se do zahrady vstupuje od západu z podesty nad Zámeckými schody, a byl instalován dominantní prvek Rajské zahrady – monumentální kamenná mísa spočívající uprostřed travnaté plochy. Mísa měla tvořit protiváhu monumálnímu obelisku, který měl stát na schodišti. Při transportu se však zlomil a nový, menší obelisk byl nakonec umístěn na III. nádvoří.

## Prvky na zahradě

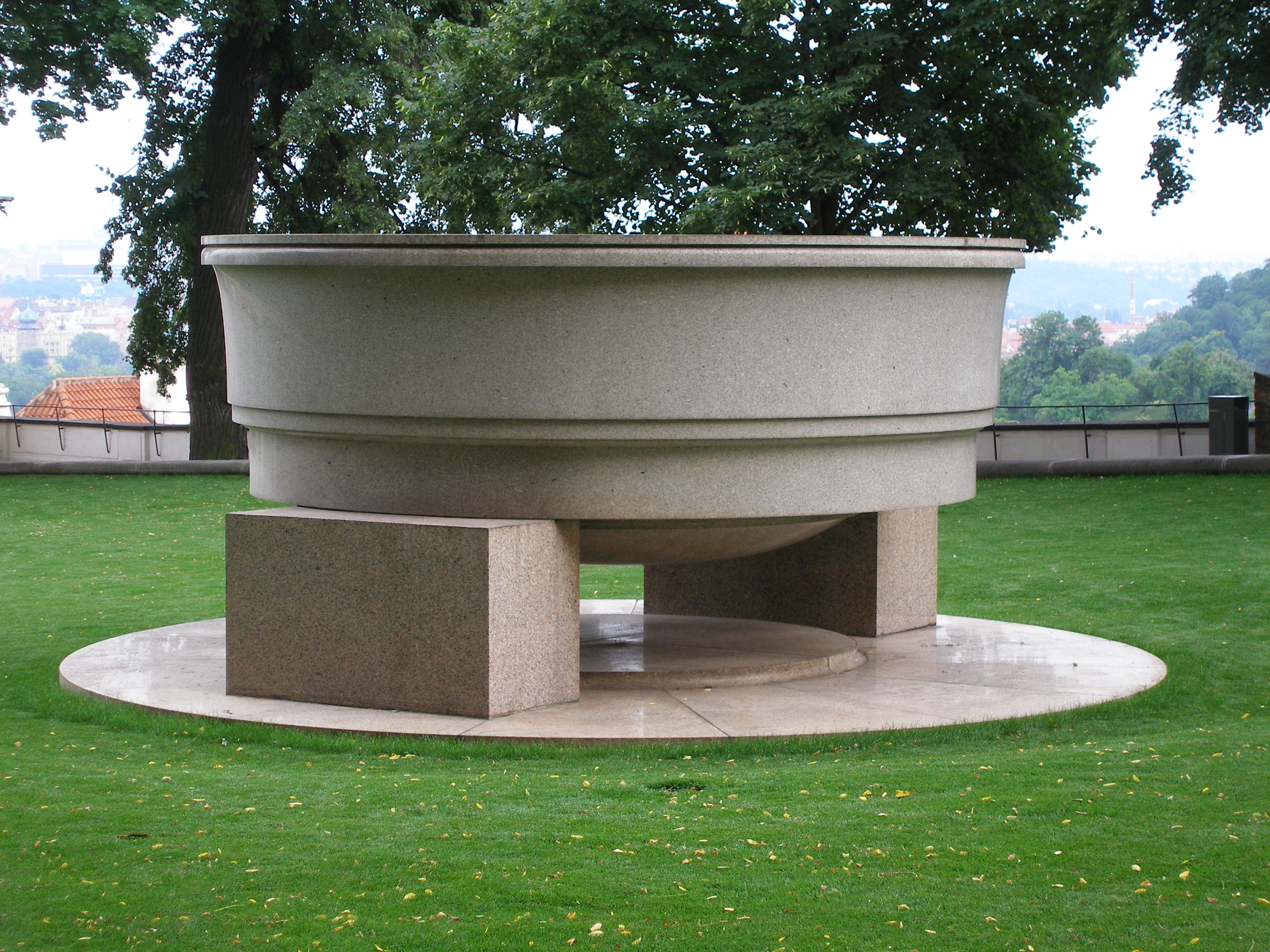
Mísa
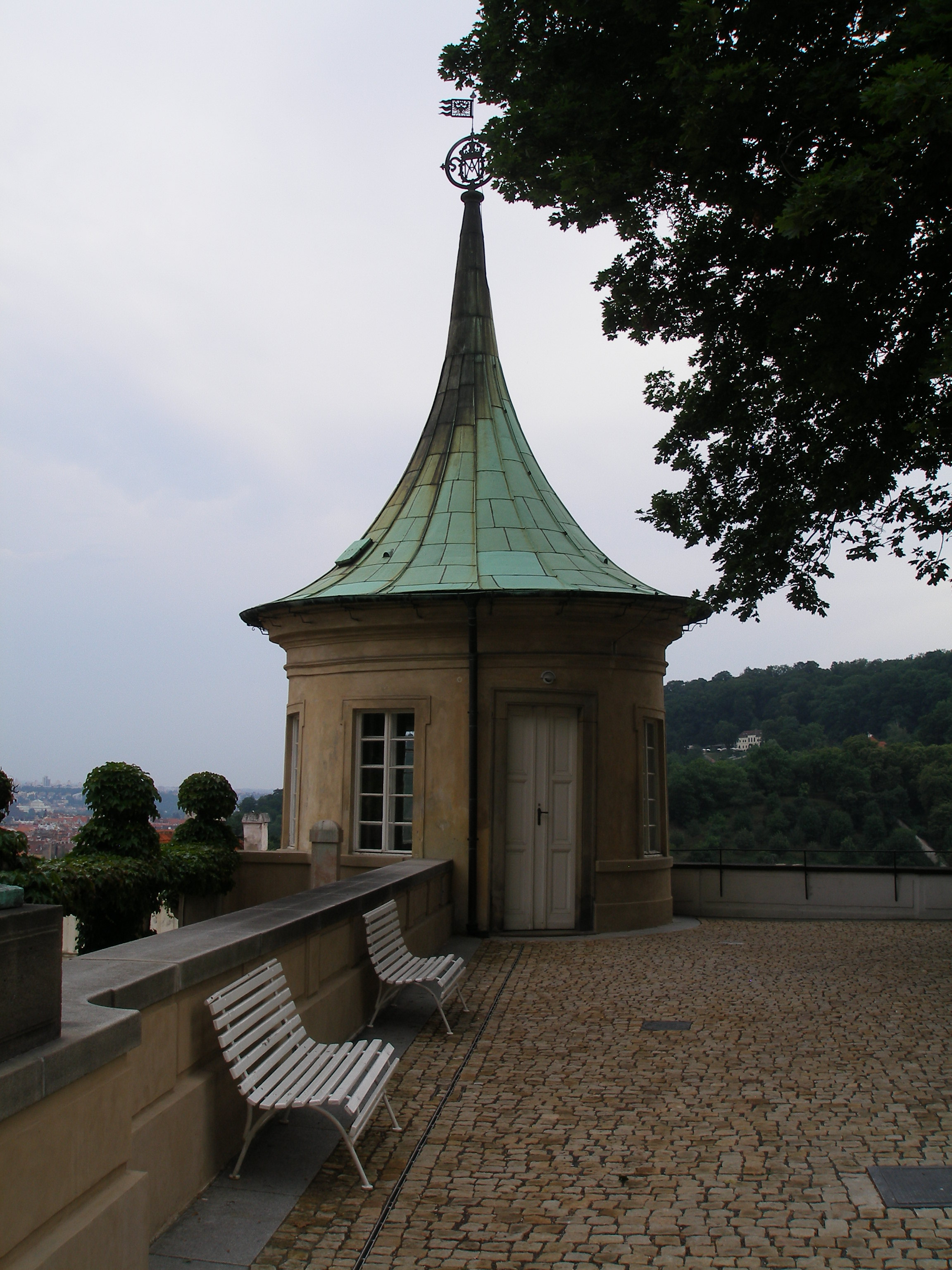
Válcový pavilónek (Matyášův pavilon)
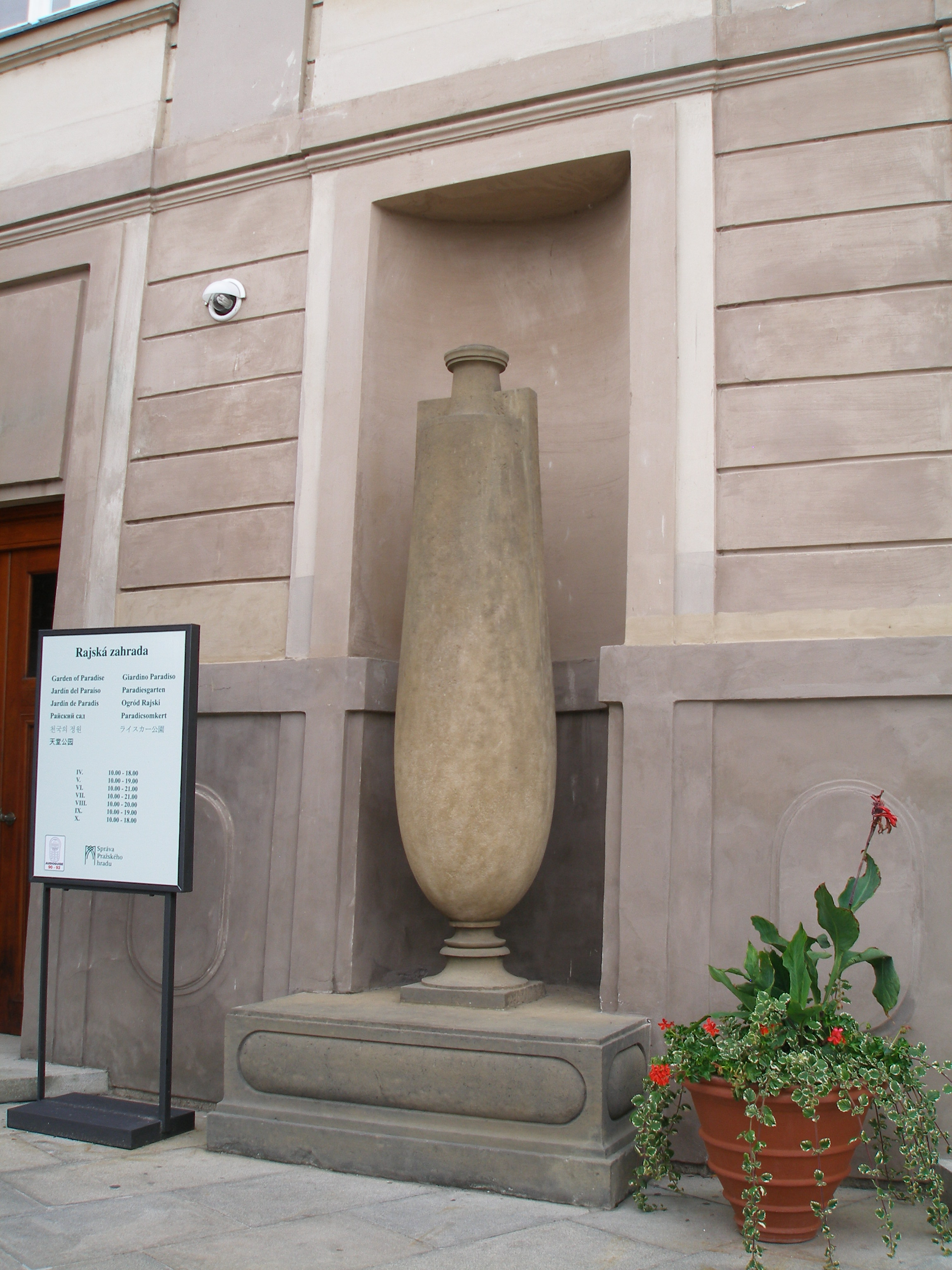
Váza u vstupu do zahrady
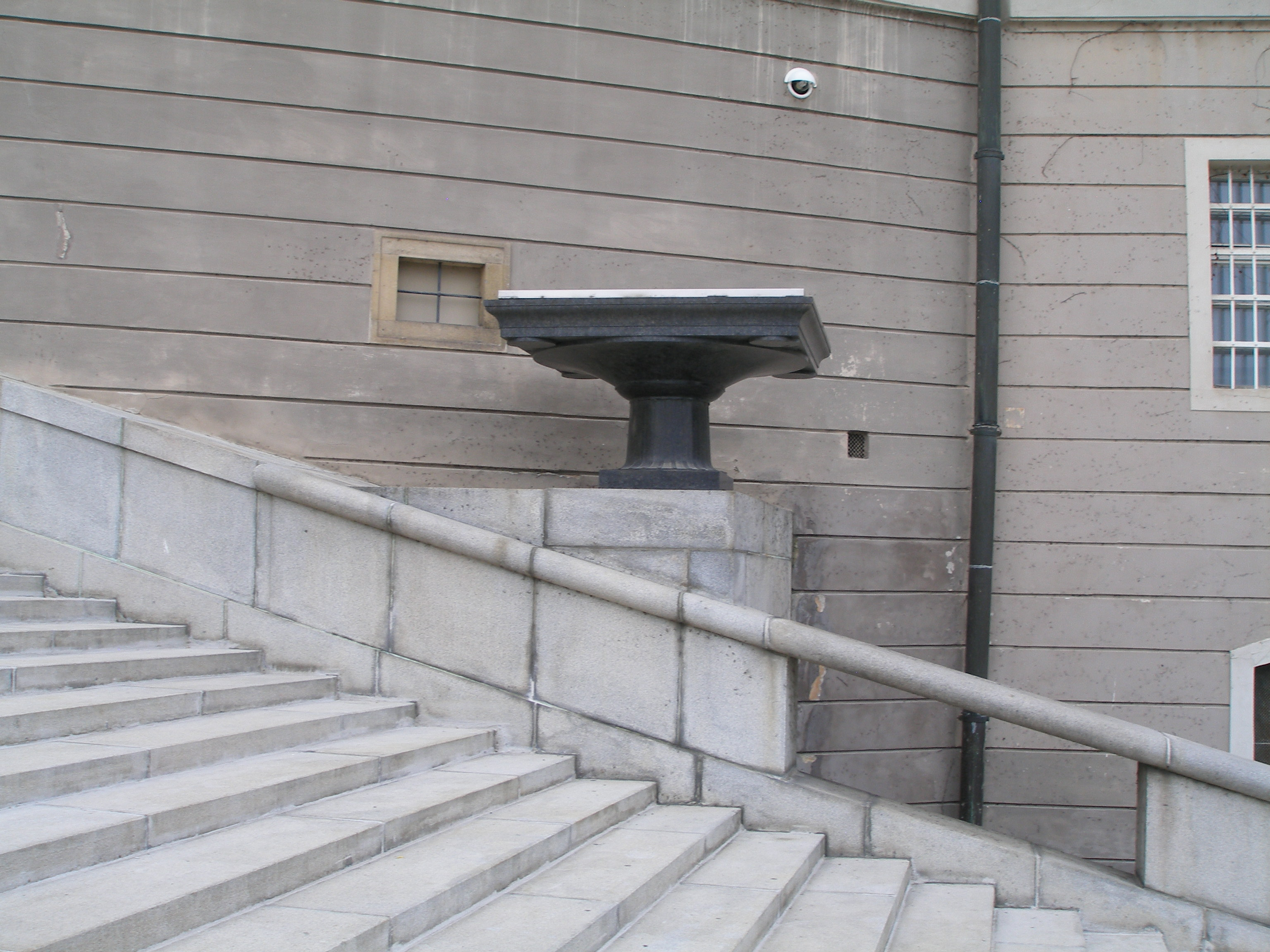
Podstavec na schodišti